# غريغ سميث (لاعب كرة سلة مواليد 1947)
غريغ سميث (بالإنجليزية: Greg Smith)‏ مواليد 28 يناير 1947 في برينستون، هو لاعب كرة سلة أمريكي معتزل. بدأ مسيرته الاحترافية في سنة 1968. تم اختياره من قبل فريق ميلووكي باكز خلال الدرافت. حمل الرقم 4. يبلغ طوله 6 قدم 5 بوصة (2.0 م). اعتزل اللعب في 1975.

## المسيرة الاحترافية
لعب مع ميلووكي باكز من سنة 1968 إلى 1972، ثم لعب مع هيوستن روكتس من سنة 1971 إلى 1973، ثم لعب مع بورتلاند ترايل بلايزرز من سنة 1972 إلى 1976.

## روابط خارجية
- غريغ سميث على موقع إن بي أي (الإنجليزية)
- غريغ سميث على موقع سبورتس رفرنس (الإنجليزية)
- غريغ سميث على موقع كلية كرة السلة في سبورتس رفرنس.كوم (الإنجليزية)
- غريغ سميث على موقع ريلجم (الإنجليزية)